# Didești
Dideşti é uma comuna romena localizada no distrito de Teleorman, na região de Muntênia. A comuna possui uma área de 23.30 km² e sua população era de 1338 habitantes segundo o censo de 2007.